# 王树芬
王树芬（1962年3月—），云南香格里拉人，藏族，中华人民共和国政治人物、第十二届全国人民代表大会云南地区代表。
毕业于中央党校研究生院经济管理专业。1984年11月加入中国共产党。担任云南省民政厅厅长。2008年起担任全国人大代表。2013年，担任全国人大代表。2018年2月24日，当选为第十三届全国人大代表。2018年10月25日，中华全国总工会第十七届执行委员会召开第一次全体会议，选举全总十七届执委会主席、副主席和主席团委员，他当选为全总主席团委员。